# Не стріляйте у мене, будь ласка
«Не стріляйте у мене, будь ласка» («Не стреляйте в меня, пожалуйста») — радянський художній фільм 1991 року, знятий режисером Гаррі Тарнопольським на студії «Ретур».

## Сюжет
Героїня та двоє її чоловіків: чоловік — ділок і мафіозі, і телеоператор, якому жінка зараз дарує свою симпатію. Чоловік, який до якогось моменту не надавав захопленням дружини особливого значення, тепер готовий до рішучих дій…

## У ролях
- Маргарита Вишнякова — Рита
- Сергій Гармаш — головна роль
- Альгіс Матульоніс — Альгіс
- Оксана Немчук — роль другого плану
- Дар'я Рашеєва — роль другого плану
- Володимир Тарнопольський — роль другого плану
- Андрій Альошин — роль другого плану
- Олексій Горбунов — роль другого плану
- Іван Пайтіна — роль другого плану
- Тетяна Мітрушина — роль другого плану
- Рудольф Мухін — роль другого плану
- Ігор Стариков — роль другого плану
- Ігор Войтеков — роль другого плану
- Юрій Вотяков — бандит

## Знімальна група
- Режисер — Гаррі Тарнопольський
- Сценаристи — Ірина Василенко, Альгіс Матульоніс, Ігор Черкаський
- Оператори — Юрій Гармаш, Володимир Гутовський
- Композитор — Іварс Вігнерс
- Художник — Михайло Глейзер